# Seznam vrcholů v Ostrôžkách

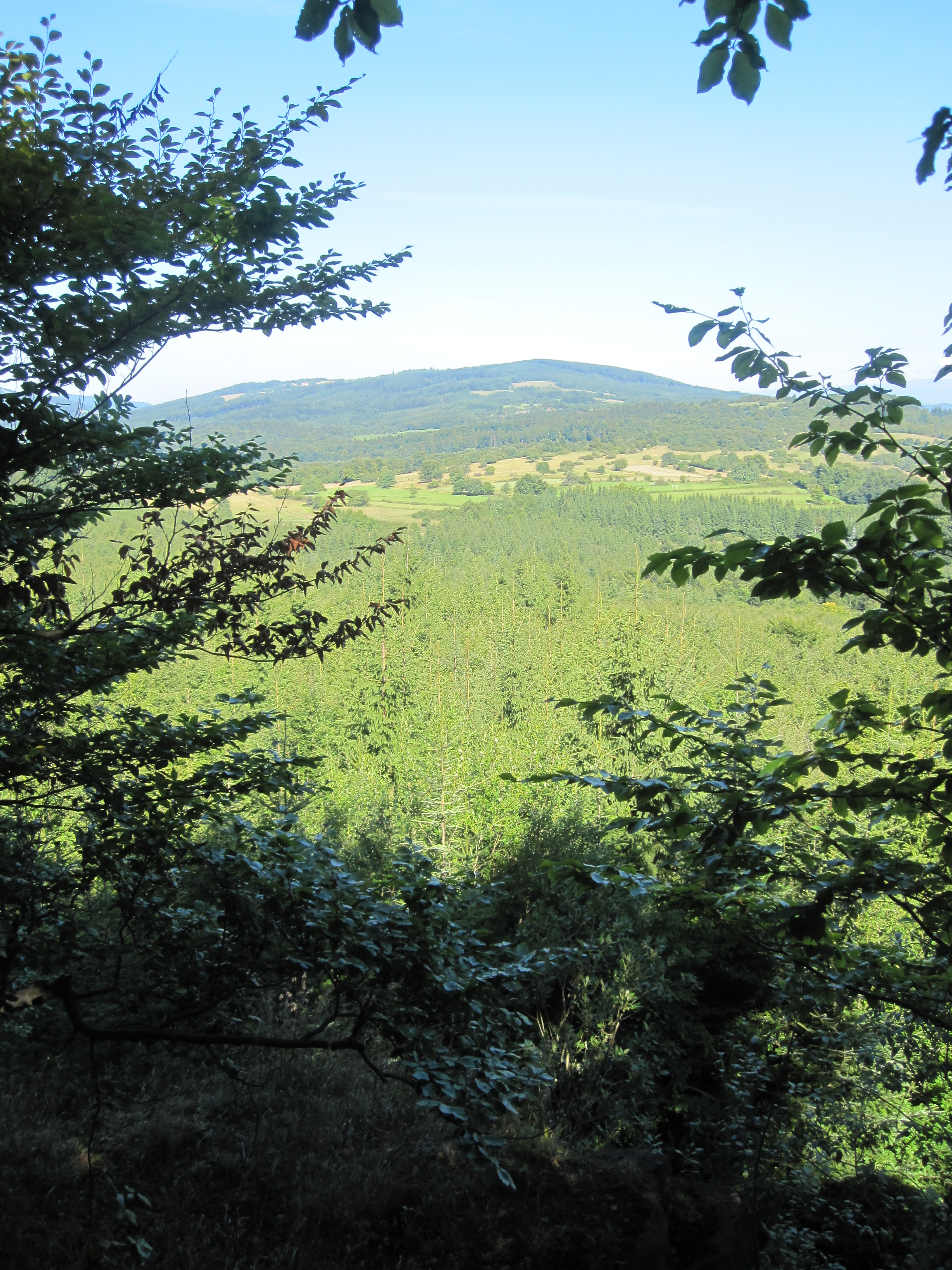
Ostrôžka (877 m)

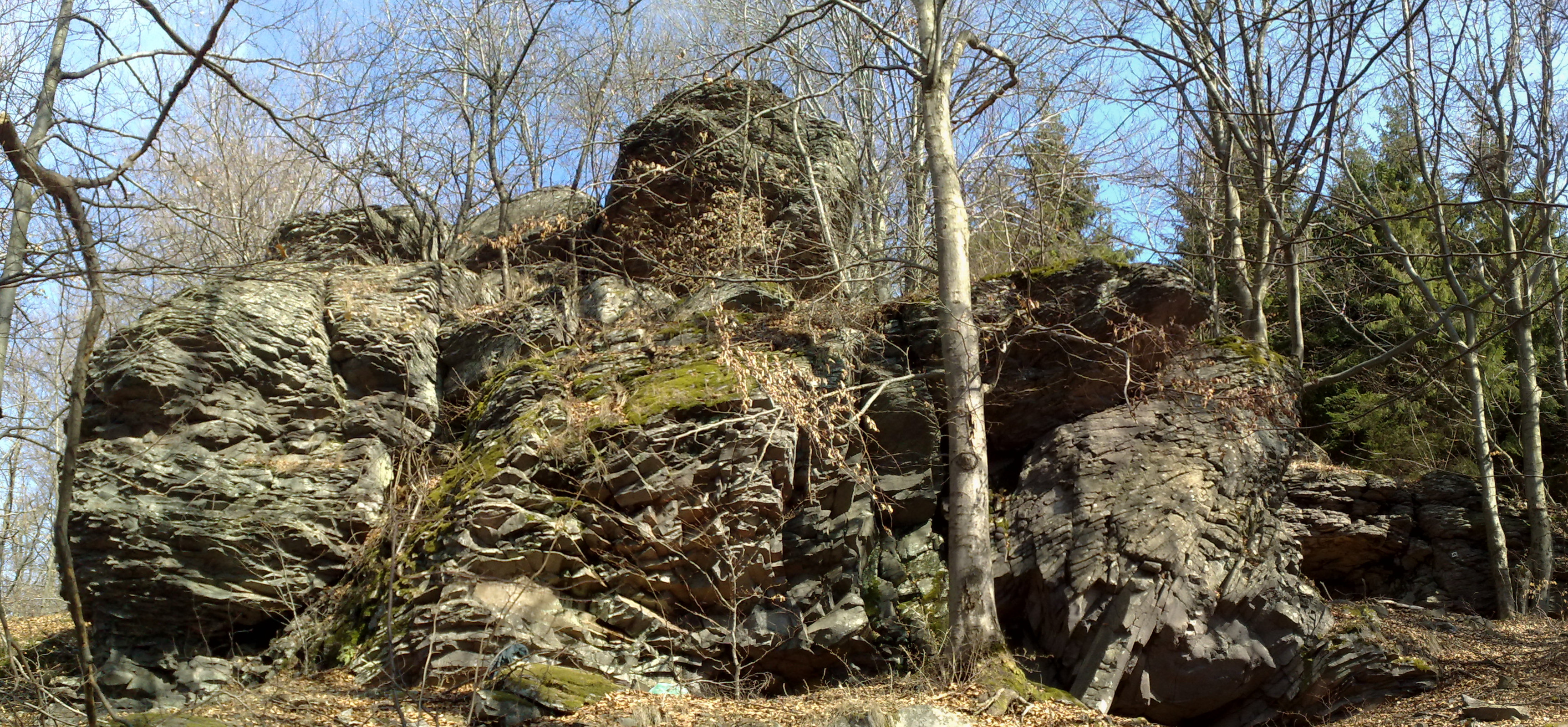
Budínská skala (765 m)

Seznam vrcholů v Ostrôžkách zahrnuje pojmenované vrcholy s nadmořskou výškou nad 700 m. K sestavení seznamu bylo použito map dostupných na stránkách hiking.sk. Jako hranice pohoří byla uvažována hranice stejnojmenného geomorfologického celku.

## Seznam vrcholů
| #   | Vrchol         | Výška (m) | Souřadnice                       | Přístup                                             |
| --- | -------------- | --------- | -------------------------------- | --------------------------------------------------- |
| 1.  | Ostrôžka       | 877       | 48°29′54″ s. š., 19°22′40″ v. d. | neznačeno                                           |
| 2.  | Javor          | 821       | 48°29′10″ s. š., 19°27′43″ v. d. | neznačeno                                           |
| 3.  | Bralce         | 817       | 48°25′31″ s. š., 19°27′39″ v. d. | modrá turistická značka · zelená turistická značka  |
| 4.  | Stanová        | 800       | 48°26′21″ s. š., 19°27′01″ v. d. | neznačeno                                           |
| 5.  | Vrchovina      | 785       | 48°26′37″ s. š., 19°26′29″ v. d. | zelená turistická značka                            |
| 6.  | Kobilí vrch    | 782       | 48°26′02″ s. š., 19°22′48″ v. d. | neznačeno                                           |
| 7.  | Fekiačov vrch  | 774       | 48°27′42″ s. š., 19°25′27″ v. d. | neznačeno                                           |
| 8.  | Jaseňový vrch  | 771       | 48°27′53″ s. š., 19°28′11″ v. d. | neznačeno                                           |
| 9.  | Pálenisko      | 769       | 48°27′25″ s. š., 19°21′27″ v. d. | neznačeno                                           |
| 10. | Budínská skala | 765       | 48°28′00″ s. š., 19°25′46″ v. d. | neznačeno                                           |
| 11. | Pľutov vrch    | 741       | 48°29′00″ s. š., 19°24′46″ v. d. | neznačeno                                           |
| 12. | Vlčia skala    | 727       | 48°24′45″ s. š., 19°23′19″ v. d. | neznačeno                                           |
| 13. | Baraní vrch    | 721       | 48°28′07″ s. š., 19°26′41″ v. d. | neznačeno                                           |
| 14. | Lysec          | 716       | 48°21′00″ s. š., 19°27′38″ v. d. | červená turistická značka · modrá turistická značka |
| 15. | Žiakov vrch    | 706       | 48°27′25″ s. š., 19°26′39″ v. d. | neznačeno                                           |